# Ljuvlig är sommarnatten
Ljuvlig är sommarnatten è un film del 1961 diretto da Arne Mattsson.

## Trama
Nella piccola città di Skoga, la giovane Anneli, si sta per sposare con il ricco Joakim. Dopo essere stata dal fioraio Fanny, per guardare il bouquet nuziale, la donna scompare e quindi il matrimonio viene annullato. Il commissario Christer, che si trova a Skoga per salutare sua madre, viene interrotto per affrontare il caso. Christer, Trova Anneli uccisa sul lungomare con un mazzo di gigli tra le braccia.